# حملة موريشيوس 1809-1811
كانت حملة موريشيوس 1809-1811 سلسلة من العمليات البرمائية والأعمال البحرية التي جرى خوضها لتقرير ملكية أراضي المحيط الهندي الفرنسية في إيل دو فرانس وإيل بونابارت في إبان الحروب النابليونية. استمرت الحملة من ربيع 1809 حتى ربيع 1811، وشهدت نشر كل من البحرية الملكية والبحرية الفرنسية أساطيل فرقاطات ضخمة بنية عرقلة التجارة مع الهند البريطانية أو حمايتها. في الحرب حيث كانت البحرية الملكية مهيمنة عالميًا تقريبًا في البحر، كانت الحملة بارزة بصورة خاصة بسبب التفوق المحلي الذي تمتعت به البحرية الفرنسية في خريف 1810 بعد الكارثة البريطانية في معركة جراند بورت، وهي أكبر هزيمة للبحرية الملكية في الصراع بأكمله. بعد انتصار البريطانيين، استخدموا الاسم الهولندي الأصلي لموريشيوس لإيل دو فرانس. في عام 1814، أُعيدت إيل بونابارت إلى فرنسا، التي أعادت تسميتها في آخر الأمر إلى لا ريونيون.
كانت البحرية الملكية تخطط لعملية ضد إيل دو فرانس منذ تحييد التهديدات من كيب تاون وجاوة في الهند الشرقية الهولندية في 1806، لكنها أجبرت على التصرف في وقت أبكر من المتوقع عقب إرسال فرنسا أسطول فرقاطات قوي بقيادة العميد البحري جاك هاملين في أواخر 1808. تمكنت هذه القوة الفرنسية من القبض على عدد من رجال الهند الشرقية وعرقلت طرق التجارة عبر المحيط الهندي من خلال الإغارة على القوافل التي كانت السفن التجارية تسافر فيها. بعد أن أُجبر الأميرال ألبيمارل بيرتي على مواجهة أعدائه في رأس الرجاء الصالح، أمر العميد البحري جوسياس رولي بمحاصرة الجزر الفرنسية ومنع استخدامها قواعدًا للإغارة.
على مدى العامين التاليين، أغار البريطانيون على الموانئ والمراسي على الجزر الفرنسية بينما هاجم الفرنسيون القوافل في المحيط الأوسع. تمكن البريطانيون من تخفيف الوجود الفرنسي ببطء عبر القضاء على قواعدهم من خلال غزوات محدودة، لكنهم عانوا نكسة كبرى في غراند بورت في أغسطس 1810 وأُجبروا على التحول إلى وضع دفاعي في الخريف. لم يُهزم هاملين في النهاية إلا بعد أن أُسر شخصيًا على سفينته القائدة فينوس على يد رولي، قُبيل وصول التعزيزات الكبيرة بقيادة بيرتي للاستيلاء على إيل دو فرانس. طوال الحملة، كان هاملين عاجزًا عن تأمين التعزيزات من فرنسا، وأثبتت جميع المحاولات تقريبًا لاختراق الحصار البريطاني للموانئ الفرنسية فشلها ولم تنجح إلا فرقاطة واحدة في بلوغ المحيط الهندي قبل استسلام إيل دو فرانس. وصلت آخر محاولة من هذا القبيل إلى سواحل موريشيوس في مايو 1811، لتكتشف أن الجزيرة كانت في أيدٍ بريطانية. في رحلة العودة، تعرضت القوة لهجوم من أسطول بريطاني قبالة مدغشقر وهُزمت، ما ترك البريطانيين في سيطرة كاملة على المحيط الهندي.

## خلفية
كان المحيط الهندي جزءًا أساسيًا من سلسلة الخطوط التجارية التي ربطت الإمبراطورية البريطانية. كانت السفن التجارية القادمة من الصين وشبه الجزيرة العربية وشرق إفريقيا تعبرها بانتظام وكان مركزها القارة الهندية الواقعة في أيدي البريطانيين، من حيث جلبت السفن الهندية ثقيلة الحمولة ما قيمته ملايين الجنيهات الإسترلينية من السلع التجارية إلى بريطانيا كل عام. كانت التجارة مع الهند حيوية للأمان المالي لبريطانيا، وبالتالي كانت خطوط التجارة عبر المحيط الهندي أولوية أولى للحماية من البحرية الأمريكية ضد أي خطر جدي يشكله المغيرون الفرنسيون. وضع اندلاع الحروب النابليونية في 1803، عقب معاهدة أميان الوجيزة التي أنهت حروب الثورة الفرنسية، خطوط تجارة المحيط الهندي تحت تهديد الطرادات الهولندية العاملة من كيب تاون وشركة الهند الشرقية الهولندية والسفن الفرنسية المتمركزة في إيل دو فرانس وإيل بونابارت المُعادة تسميتها حديثًا. بحلول 1808، كانت معظم المستعمرات الهولندية قد حُيدت في سلسلة من الحملات القصيرة الناجحة، إذ حُيد كيب على يد السير هومي ريجس بوفان في يناير 1806، وجزيرة جاوة الهولندية على يد السير إدوارد بيلو في حملة انتهت في ديسمبر 1807. لكن جزر المحيط الهندي الفرنسية كانت أكثر قابلية للدفاع بكثير: شديدة التحصين ومحمية بجنود فرنسيين نظاميين وبعيدة سفر عدة أشهر عن أقرب ميناء بريطاني، ومثلت تحديًا أكبر بكثير للقوات الفرنسية المحدودة المتوفرة في المنطقة.
في بداية الحرب، كما في النزاع السابق، عمل القراصنة المفوضون الفرنسيون من الجزر، بما في ذلك أسطولًا من السفن الصغيرة بقيادة روبرت سوركوف. كانت تتبع هذه السفن بين الحين والآخر سفن البحرية الفرنسية، وفي الدرجة الأولى فرقاطة بييمونتيس (أُسرت في مارس 1808) وفرقاطتي سيميلانتيه وكانونييريه القديمتين. عملت هذه السفن مستقلة عن بعضها وحققت نجاحًا طفيفًا ضد السفن الحربية البريطانية الأصغر حجمًا والسفن التجارية لكنها لم تكُن قوية بما يكفي لتحمل تأثيرًا خطرًا على الخطوط التجارية في المحيط الهندي. في أغسطس 1808، خُفضت رتبتا سيميلانتيه وكانونييريه إلى سفن تخزين مسلحة وأعيدتا إلى فرنسا. لاستبدال هذه السفن، أرسلت أربع فرقاطات ضخمة بقيادة جاك هاملين إلى الحاكم شارل دوكان على إيل دو فرانس في نهاية خريف 1808. كانت هذه السفن، فينوس ومانشي وكارولاين وبيلون، ضخمة وقوية وتحمل أوامر بالعمل من إيل دو فرانس وإيل بونابارت ضد التجارة البريطانية في المحيط الهندي. بتموضعها في إيل دو فرانس، حظيت هذه الفرقاطات بوصول إلى أعداد كبيرة من البحارة العاطلين عن العمال وعدة مراسٍ محصنة تطلق منها غارات على خطوط التجارة البريطانية. كان مقررًا أن تنضم فرقاطة خامسة اسمها نييمين إلى القوة في صيف 1809، لكن اعتُرض طريقها وأُسرت في غضون ساعات من مغادرتها فرنسا في حدث السادس من أبريل 1809.
للتصدي للانتشار الفرنسي في المنطقة، نظم نائب الأميرال ألبيمارل بيرتي قوة بريطانية صغيرة في كيب تاون بقيادة العميد البحري جوسياس رولي، تعمل بموجب أوامر بحصار إيل دو فرانس وإيل بونابارت والاستيلاء على أي سفن فرنسية عملت من هذه الجزر أو تدميرها. لتنفيذ هذه المهمة، مُنح رولي السفينة الخطية القديمة إتش إم إس ريزونابل، وسفينة الدرجة الرابعة إتش إم إس ليوبارد، وفرقاطات إتش إم إس نيرييد وإتش إم إس سيريوس وإتش إم إس بواديكيه وعددًا من السفن الأصغر حجمًا. وصل كلا الأسطولين الفرنسي والبريطاني المحيط الهندي في ربيع 1809.